# 大束忠司
大束 忠司（おおつか ただし、1978年4月30日 - ）は、長崎市立大浦中学校 - 熊本県立八代東高校 - 日本体育大学 - トナミ運輸を経て、日本体育大学教員の元男子日本代表バドミントン選手（既に現役引退）。現在はコーチ。長崎県長崎市出身。右利き。身長169cm、体重64kg。

## 概要
7歳の時に両親の勧めでバドミントンを始める。以来、着々と実力を伸ばし、中学時代はシングルスで全国優勝、高校時代はインターハイでシングルス準優勝、ダブルス優勝、大学時代はインカレ、全日本総合で優勝を飾るなどの成績を残す。
大学卒業後はトナミ運輸に入社。2000年のインカレを最後にダブルスに専念するようになり、日本体育大学の同期でダブルスのパートナーでもある舛田圭太と共に優秀な成績を残し、アテネ五輪代表に選ばれるなど、日本を代表する選手となった。また、山本静香とのペアでオリンピック日本代表としては初めての混合ダブルスの代表となった。その後も世界各地の試合で活躍し、2008年北京五輪男子ダブルス代表に舛田圭太とともに2大会連続の選出。北京五輪では、1回戦で格上のインドネシアペアをファイナルで破り、準々決勝に進出。続く準々決勝では韓国ペアと対戦するが、ファイナルで敗退。しかし、男子バドミントンにとってバルセロナ五輪の松野修二・松浦進二組以来のベスト8入賞となる。同年のヨネックスオープンジャパンの男子ダブルス準々決勝でシドニー五輪金メダリストのチャンドラ・ウィジャヤ・トニー・グナワンペアを破り、ベスト4に進出。準決勝では北京五輪4位入賞のデンマークペアに敗れるが、現役最後の国際大会で堂々の3位入賞を果たした。
2008年11月に行われた全日本総合選手権の男子ダブルスで準決勝まで勝ち進むも、新鋭の日本ユニシス所属の数野健太・早川賢一ペアにファイナルで敗れ、現役最後の個人戦は3位入賞で終わった。12月28日の日本リーグ最終戦のNTT東日本戦で舛田と組んで出場予定だったが、試合直前にインフルエンザで体調を崩して欠場となり、12月21日の金沢学院クラブ戦が現役最後の試合となった。日本リーグ最終戦後の引退セレモニーでは、自身のバドミントン生活の中で長年ダブルスを組んだ舛田の存在が一番大きかったことを挙げるとともに感謝の言葉を述べ、現役から退いた。
2009年から母校の日本体育大学バドミントン部のコーチに就任し、同年4月に同大学の教員になった。また、日本代表（ナショナルバックアップチーム）のコーチも務めている。
実弟の大束真也も日本代表ナショナルチームに選ばれた程の実力者であった（既に引退）。

## 主な成績
国内大会
- 1993年 全国中学校大会単優勝
- 1995年 インターハイ単・複準優勝
- 1996年 インターハイ単準優勝・複優勝
- 1997年 インカレ単優勝
- 1998年 インカレ複優勝、全日本総合複優勝
- 1999年 インカレ複優勝、全日本総合複優勝
- 2000年 インカレ単・複優勝
- 2001年 全日本社会人複優勝
- 2002年 全日本社会人複・混合複優勝、全日本総合複・混合複優勝
- 2003年 全日本総合複・混合複優勝
- 2004年 全日本総合複・混合複優勝
- 2005年 全日本社会人複優勝

国際大会
- 1999年
  - グアテマラ国際 男子ダブルス ベスト4
  - メキシコ国際 男子ダブルス 準優勝
- 2000年
  - キューバ国際 男子ダブルス 優勝
  - フランス国際 男子ダブルス 優勝
- 2003年
  - モーリシャス国際 男子ダブルス ベスト4、混合ダブルス 優勝
  - ワイカト国際（ニュージーランド) 男子ダブルス＆混合ダブルス 準優勝
  - USオープン 男子ダブルス ベスト4
  - グアテマラ国際 男子ダブルス 優勝
- 2004年
  - スウェーデン国際 男子ダブルス ベスト4
  - イラン国際 男子ダブルス 準優勝
  - モーリシャス国際 男子ダブルス 優勝
  - アテネオリンピック 男子ダブルス＆混合ダブルス出場
- 2005年
  - 中国マスターズ 男子ダブルス ベスト4
  - オランダ・オープン 男子ダブルス 準優勝
- 2006年
  - ドイツ・オープン 男子ダブルス ベスト4
- 2007年
  - USオープン 男子ダブルス 優勝
  - フランス・オープン 男子ダブルス ベスト4
- 2008年
  - 北京オリンピック 男子ダブルス ベスト8
  - ヨネックスオープンジャパン 男子ダブルス ベスト4